# بلوتنر
بلوتنر (انگلیسی: Blüthner) شرکت تجهیزات موسیقی آلمانی است، که در سال ۱۸۵۳ تأسیس شد.